# O Exorcista do Papa
O Exorcista do Papa é um filme de terror sobrenatural dirigido por Julius Avery e estrelado por Russell Crowe como o Padre Gabriele Amorth. O filme também é estrelado por Daniel Zovatto, Alex Essoe e Franco Nero. É baseado nas memórias de Amorth, An Exorcist Tells His Story e An Exorcist: More Stories.
A produção começou em 2020, quando a Screen Gems comprou os direitos da história de Amorth. Após uma substituição de direção e revisões de roteiro, as filmagens ocorreram de agosto a outubro de 2022 na Irlanda. Foi lançado nos Estados Unidos em 14 de abril de 2023, pela Sony Pictures Releasing.

## Enredo
Em 1987, o Padre Gabriele Amorth (Russell Crowe), o exorcista-chefe do Vaticano, um homem terreno, que anda de scooter, bem-humorado e prático, visita uma aldeia em Tropea, na Itália, onde um homem está aparentemente possuído por um demônio. Acompanhado do padre local, Amorth entra na sala onde o homem está amarrado. Ao exorcizá-lo, usando uma medalha sacramental de São Bento, Amorth provoca o demônio, desafiando-o a possuir um porco; quando isso acontece, o porco é morto com uma espingarda. Este incidente coloca Amorth em apuros com um tribunal da Igreja, uma vez que ele agiu sem permissão dos superiores. Um dos membros do tribunal é um bispo africano amigável, Lumumba, mas outro é um cruel cardeal americano, Sullivan, cético em relação à possessão demoníaca. Amorth responde que o mal existe e que ele não realizou um exorcismo real, mas sim algum teatro psicológico para ajudar o homem com doença mental. Enojado, Amorth sai do tribunal. 
O Papa designa Amorth para visitar um menino possuído chamado Henry Vasquez, na abadia de San Sebastian, localizada na região de Castela, na Espanha. 
Henry, sua mãe Julia e sua rebelde irmã adolescente Amy viajaram dos Estados Unidos para tomar posse de uma misteriosa antiga abadia espanhola, o único legado do marido de Julia à sua família depois que ele morreu em um acidente de carro onde Henry estava presente. Henry, traumatizado, não fala desde o acidente. 
Após um incêndio causado por um curto-circuito, os trabalhadores que estavam restaurando a abadia para que a família pudesse vendê-la foram embora. Henry começa a se comportar de maneira bizarra e eventos sobrenaturais se desenrolam; painéis químicos séricos e ressonância magnética não mostram nada de anormal.
Possuído diabolicamente pelo demônio “Asmodeus” (representado por uma voz em off), Henry pede um padre; o padre local Thomás Esquibel (Daniel Zovatto) chega, mas Henry zomba dele obscenamente. Amorth chega e convoca Esquibel como assistente, embora Esquibel não tenha treinamento como exorcista. Esquibel ouviu falar de Amorth, mas não leu os livros de sua autoria. Amorth acredita que são bons livros e defende a importância da oração, embora Esquibel cometa erros como exorcista assistente, incluindo estrangular Henry quando Henry o antagoniza, zombando dele por seus pecados.
A dupla tenta exorcizar Henry, sem sucesso, pois ele profere frases blasfemas durante o rito. O demônio de Henry às vezes até possui Amy. Amorth descobre que Julia não é uma crente religiosa desde a infância, no entanto, ele a convence a orar depois que ela revela que acreditava que seu anjo da guarda a ajudou em sua juventude.
Em Roma, o Papa após ler documentos sobre o caso espanhol e descobrir que a Abadia San Sebastian foi palco de um exorcismo fracassado e que agora é administrada pelo demônio, adoece e é hospitalizado. Enquanto isso, Padre Amorth encontra um poço nos terrenos da abadia, com caveiras de pessoas que, durante a inquisição se recusaram a conversão ao catolicismo, que desce para um complexo isolado pela Igreja como demonicamente perigoso. Enquanto isso, Amorth e Esquibel encontram livros nos porões da abadia e descobrem o nome do demônio que possuiu Henry, Asmodeus, que foi um dos 200 anjos que caíram do céu, e em 1475 havia possuído um monge em Segóvia para se infiltrar no clero. Um exorcista chamado Frei de Ojada foi convocado para banir o demônio, no entanto, durante o ritual, Asmodeus assumiu o controle de três outros monges e acabou possuindo o próprio Ojada. Sob o controle do demônio, Ojada cometeu inúmeras atrocidades, incluindo convencer a rainha Isabel I de Castela a iniciar a Inquisição Espanhola. No fim, Asmodeus acabou sendo derrotado e preso nos porões da Abadia.
Amorth e Esquibel participam do sacramento da Confissão e Absolvição, confessando-se mutuamente e absolvendo-se mutuamente de seus pecados: que depois que Amorth, um soldado italiano que sobreviveu à Segunda Guerra Mundial e jurou servir a Deus em gratidão, e Rosalia, uma mulher com problemas mentais pediu o perdão de Amorth e morreu por suicídio quando não a ajudou por orgulho; e Esquibel fornicou com uma jovem com quem não se casou mais tarde. 
Os dois se preparam: Amorth instrui Esquibel a usar um colar da Medalha Milagrosa. Durante o exorcismo, eles têm visões horríveis das mulheres com quem falharam. O exorcismo só tem sucesso quando Amorth se oferece para ser possuído, o que coincide com a declaração anterior de Asmodeus de que deseja destruir Amorth. Após o exorcismo bem-sucedido, o demônio sai do corpo de Henry e a família Vasquez retorna em segurança aos Estados Unidos. 
Amorth tenta se enforcar, mas o demônio não permite, preferindo que Amorth se infiltre e destrua a Igreja. No entanto, Esquibel ajuda Amorth a afastar o demônio e as aparências demoníacas que lembram as duas mulheres que incomodaram os homens. O Papa se recupera, assim como Henry, enquanto o Vaticano compra e reconsagra a abadia.
A dupla triunfante visita Roma e descobre que Sullivan se despediu e está em retiro sabático na ilha de Guam, sendo substituído por Lumumba. Amorth e Esquibel são admitidos em um arquivo especial da Igreja; Lumumba diz que eles visitarão 199 outros locais malignos, com a ajuda de um mapa que Amorth descobriu na abadia, para combater o Diabo. 
A trama se encerra com Amorth brincando com Esquibel, dizendo que eles “vão para o Inferno”.

## Elenco
- Russell Crowe como Padre Gabriele Amorth
- Daniel Zovatto como Padre Thomás Esquibel[12]
- Alex Essoe como Julia Vasquez
- Franco Nero como o Papa
- Laurel Marsden como Amy Vasquez
- Cornell S. John como Padre Lumumba
- Peter DeSouza-Feighoney como Henry Vasquez
- Ralph Ineson como Demônio (voz)[13]

## Produção

### Desenvolvimento
Em outubro de 2020, a Screen Gems adquiriu os direitos da história do padre Gabriele Amorth com Ángel Gómez contratado para dirigir. Chester Hastings e R. Dean McCreary foram anexados para escrever o roteiro, enquanto Michael Patrick Kaczmarek, Jeff Katz e Eddie Siebert foram definidos para produzir o filme.  Em junho de 2022, Julius Avery embarcou no filme como diretor, juntamente com o produtor Doug Belgrad, da 2.0 Entertainment. Revisões subsequentes do roteiro foram fornecidas por Michael Petroni e Evan Spiliotopoulos.

### Atuações
Em junho de 2022, Russell Crowe foi escalado como Amorth. No mês seguinte, Alex Essoe e Daniel Zovatto se juntaram ao elenco. Em setembro, Franco Nero foi escalado como o Papa, enquanto Laurel Marsden, Cornell S. John e Peter DeSouza-Feighoney foram adicionados ao elenco em papéis não revelados. Ralph Ineson dubla o demônio.  

### Filmagem
A fotografia principal ocorreu de agosto a outubro de 2022 em Dublin e Limerick, na Irlanda. As cenas foram filmadas com Crowe no Trinity College, em Dublin.  

## Divulgação
No Brasil, O Exorcista do Papa foi lançado nos cinemas em 6 de abril de 2023. Na estreia, o filme arrecadou R$ 5 milhões entre os dias 6 e 9 de abril 2023. O Exorcista do Papa foi lançado nos Estados Unidos em 14 de abril de 2023, pela Sony Pictures Releasing. Em seu final de semana de estreia, o filme arrecadou US$ 9,1 milhões, entre os dias 14 e 16 de abril de 2023.  